# حبب لاسفل (عمد)

تعديل مصدري - تعديل

حبب لاسفل هي إحدى قرى  بمديرية عمد التابعة لمحافظة حضرموت، بلغ تعداد سكانها 221 نسمة حسب تعداد اليمن لعام 2004.